# 商阜片
商阜片是中原官话的一个分支。中原官话按照《中原官话分区（稿）》最新的分法，将陕西以东的地区分为兖菏片、徐淮片、郑开片、洛嵩片、南鲁片（又称宛汝片）、漯项片、商阜片、信蚌片。

## 分布
商阜片23个县市：
- 河南省：商丘市（民权县 睢县除外，属郑开片）、周口市（太康县、沈丘县、鹿邑县、郸城县）。
- 安徽省：亳州市全境、阜阳市（潁上縣除外，属信蚌片）、宿州市（市區、灵璧县）、淮北市濉溪县。

## 分类
其内部东西方向的演变和差别大于南北方向的差别。根据听感和“一”，“七”变调可以分为三个小片。
商亳小片
包括商丘市轄下的梁园区、睢阳区、睢县、宁陵县、柘城县、虞城县，阜阳市轄下的界首市，周口市轄下的太康县，以及亳州市轄下的谯城区。
该小片的卷舌音与普通话较一致。
阴平调调值较高，为214或14（特別是商丘以西的睢县、宁陵县、柘城县、太康县），去声为53和42。商阜片内部其他片区的人听觉感到该小片人说话较硬，原因就在于阴平调较高。
阜沈小片
包括阜阳市（市區、太和县、阜南县、临泉县），亳州市（利辛县、涡阳县），周口市（鹿邑县、沈丘县、郸城县），商丘市（永城市、夏邑县），淮北市轄下濉溪县北部。
该小片与漯项片在听感上有很强的一致性。语气词“哩”用的比较多，儿化音比较多，尤以“门儿、班儿”前后鼻音儿化比较明显。
阴平读成213，去声西北部为53，东南部为42。
老派读音卷舌与普通话接近，但“支只、事室”等字读平舌，而“事”读儿化。最近二十年有卷舌平舍混读的趋势。
宿蒙小片
包括宿州市轄下埇桥区、灵璧县，亳州市轄下蒙城县、淮北市轄下濉溪县东部和南部。
该片处于商阜片和信蚌片的交界地区。儿化音较少。前鼻音读成鼻化音比前两片严重。“白，麦，百”等字读成“杯，没，悲”。
阴平调的调值较低。“一，七”等字无论是否需要变调一律都成阴平212。
就商阜片内部两个主要城市商丘和阜阳来说语音和俗语都基本接近。而亳州城区话的卷舌音比这两个城市更接近普通话。
商阜片使用区域表示肯定的语气词为“管”，与大部分河南话的“中”不同，这是商阜片最明显的标志。